# 艾夏赫-弗里德贝格县
艾夏赫-弗里德贝格县（Landkreis Aichach-Friedberg）是德国巴伐利亚州的一个县，隶属于施瓦本行政区，首府艾夏赫。

## 華語譯名
由於兩岸對於德國行政區「Landkreis」翻譯的不同，台灣譯為「艾夏赫-弗里德貝格郡」；中國大陸譯為「艾夏赫-弗里德贝格县」。

## 地理
艾夏赫-弗里德贝格县北面与诺伊堡-施鲁本豪森县，东面与达豪县和菲斯滕费尔德布鲁克县，南面与莱希河畔兰茨贝格县，西面与奥格斯堡市和奥格斯堡县，西北面与多瑙-里斯县相邻。